# Sistema preventivo di allerta
Un sistema preventivo di allerta o sistema di allerta precoce è un sistema di allerta che può essere implementato come una catena di sistemi di comunicazione delle informazioni e comprende sensori, rilevamento degli eventi e sottosistemi decisionali per l'identificazione precoce dei pericoli. Lavorano insieme per prevedere e segnalare disturbi che influenzano negativamente la stabilità del mondo fisico, fornendo tempo al sistema di risposta per prepararsi all'evento avverso e minimizzarne l'impatto.
Per essere efficaci, i sistemi di allerta precoce devono coinvolgere attivamente le comunità a rischio, facilitare l'istruzione pubblica e la consapevolezza dei rischi, diffondere efficacemente avvisi e avvertimenti e garantire uno stato costante di preparazione. Un sistema di allerta precoce completo ed efficace supporta quattro funzioni principali: analisi del rischio, monitoraggio e allerta; diffusione e comunicazione; e una capacità di risposta.

## Utilizzo del sistema
L'analisi del rischio implica la raccolta sistematica di dati e l'esecuzione di valutazioni del rischio di pericoli e vulnerabilità predefiniti. Il monitoraggio e l'allerta implicano uno studio dei fattori che indicano che un disastro è imminente, nonché dei metodi utilizzati per rilevare tali fattori. La diffusione e la comunicazione riguardano la comunicazione delle informazioni sul rischio e degli avvertimenti per raggiungere le persone in pericolo in un modo chiaro e comprensibile. Infine, un'adeguata capacità di risposta richiede la creazione di un piano di risposta nazionale e comunitario, la verifica del piano e la promozione della prontezza per garantire che le persone sappiano come rispondere agli avvertimenti.
Un sistema di allerta precoce è più di un sistema di allerta, che è semplicemente un mezzo tramite il quale un avviso può essere diffuso al pubblico.

### Difesa
I radar di allerta precoce e i satelliti di allerta precoce sono sistemi utilizzati per rilevare potenziali attacchi missilistici. Nel corso della storia umana, i sistemi di allerta che li utilizzano hanno avuto più volte malfunzionamenti, compresi alcuni falsi allarmi correlati alle armi nucleari. A causa della massiccia disponibilità di informazioni attraverso i media (sociali), vengono sviluppati anche sistemi di allerta precoce che utilizzano queste grandi quantità di informazioni per rilevare potenzialmente i rischi di terrorismo e nuovi attacchi terroristici. Ciò si basa sul presupposto che la copertura aggregata delle notizie funzioni come un meccanismo di saggezza della folla, in cui le informazioni aggregate (e quantificate) possono fornire una fonte di informazioni affidabile ed economica per previsioni più accurate e precise.
I segnali artificiali più facili o più probabili provenienti dalla Terra da rilevare da stelle lontane sono brevi impulsi trasmessi da tali radar di allerta precoce e di sorveglianza spaziale per missili antibalistici (ABM) durante la Guerra Fredda e successivamente dai radar astronomici e militari.